# Adama Dahico
Adama Dolo, plus connu sous son nom d'artiste Adama Dahico, est un acteur, humoriste et homme de théâtre de Côte d'Ivoire. Il joue également dans Ma famille série télévisée en Côte d'Ivoire. Il est candidat à l'élection présidentielle ivoirienne de 2010 où il a obtenu un score de 5972 soit 0,9%.

## Biographie
Adama Dahico, est un acteur, humoriste et homme de théâtre de Côte d'Ivoire. Il est l'un des comédiens populaires de la Côte d'Ivoire, il joue dans Ma famille, série télévisée ivoirienne. Premier artiste ivoirien à participer à une élection présidentielle prévue en 2010.
Il a quelques titres discographiques : Campagne électorale 2012, Le diagnostic 2012, Le chef classe 2014, Les impôts pour tous 2014, Ambiance Dahico 2012, Ambiance de presse 2012, Reggae Dai 2014, Encore toi sida 2014

## Distinctions
- Élu troisième homme de l’année en Côte d'Ivoire en 1998 (Fraternité matin);
- Désigné Ambassadeur de la paix par la Fédération internationale interreligieuse ;
- Prix Kilimandjaro du meilleur humoriste comédien, Trophée de la meilleure vente de cassettes en Côte d’Ivoire en 1999 ;
- Citoyen d’honneur de la commune d’Agboville en Côte d’Ivoire en septembre 2005 ;
- Diplôme d’honneur d’action culturelle par l’Ambassade des États-Unis en Côte d’Ivoire ;
- Membre du REPMASCI (Réseau des professionnels des médias et des arts engagés dans la lutte contre le SIDA et les autres pandémies) ;
- Lauréat du « Djembé d'or » du meilleur comédien africain en Guinée Conakry le 3 novembre 2006 ;
- Lauréat du Grand prix ivoirien des lettres, catégorie humour et bandes dessinées le 14 octobre 2006 ;
- Trophée ONG Yéhé en novembre 2006 ;
- Médaillé d'honneur par la Fondation American Splar le 20 octobre 2008 (Pour sa contribution au développement de l’humour) ;
- Ambassadeur de la paix par la Fédération internationale interreligieuse (2008) ;
- Haut de Gamme, Meilleur Humoriste de Côte d’Ivoire le 30 décembre 2008 ;
- Meilleur Artiste modèle de l’année 2008 ;
- Haut de Gamme, Meilleur Humoriste de Côte d’Ivoire le 17 janvier 2009.
- Candidat aux élections présidentielles de 2010

## Ses DVD
- Le Mariage de Doh Kanon
- Maquis le Dromikan
- Maquis le Dromikan V2
- Maquis le Dromikan V3
- Maquis le Dromikan 4
- Maquis le Dromikan 5
- Maquis le Dromikan 6
- Maquis le Dromikan 7
- Je suis candidat